# Sary
Sary (ukrainisch Сари; russisch Сары) ist ein Dorf im Norden der ukrainischen Oblast Poltawa mit etwa 2400 Einwohnern (2001).

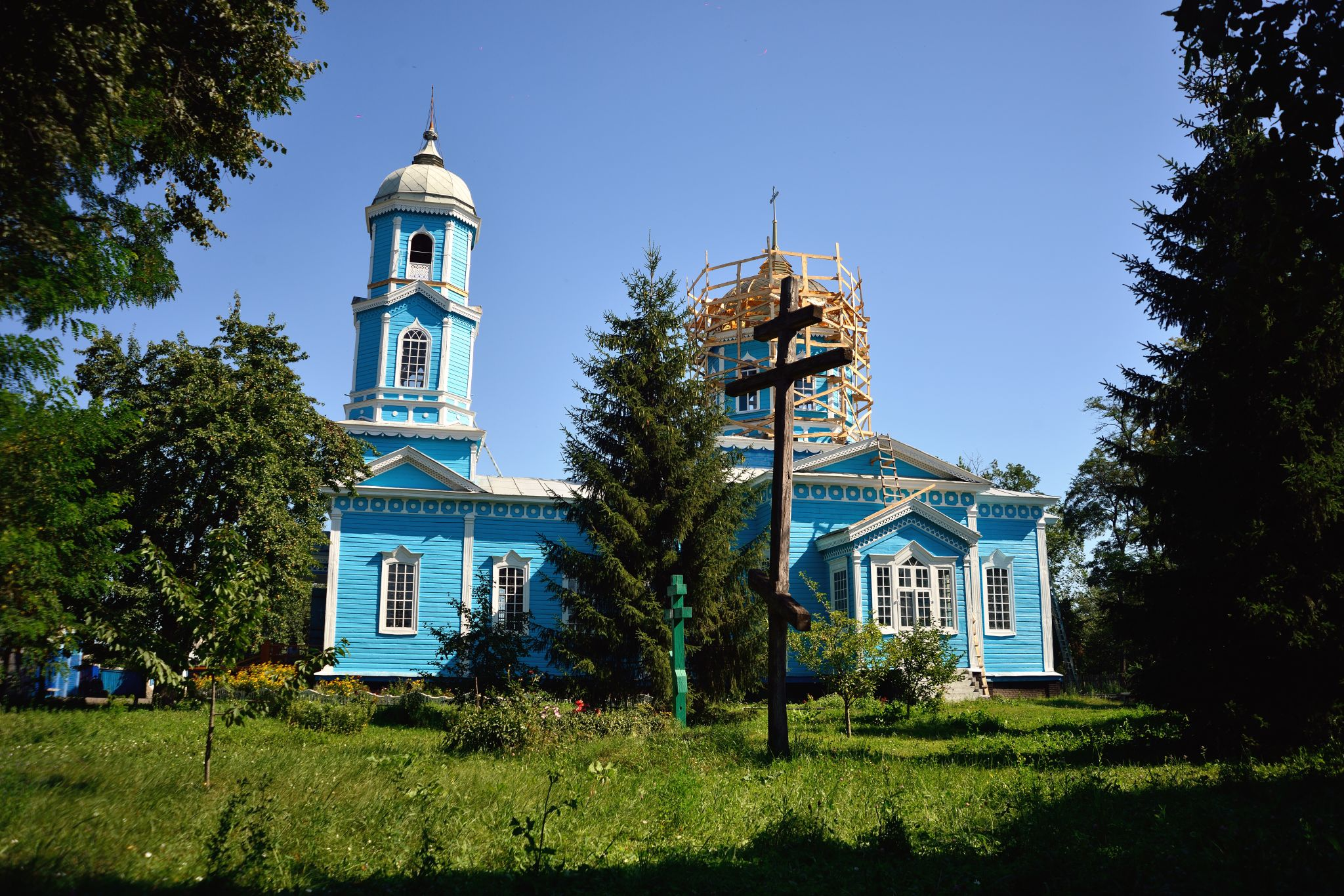
Kirchengebäude in Sary

Das 1622 gegründete Dorf liegt auf einer Höhe von 105 m am rechten Ufer des Psel, einem 717 km langen, linken Nebenfluss des Dnepr, 8 km südwestlich vom ehemaligen Rajonzentrum Hadjatsch und etwa 120 km nördlich vom Oblastzentrum Poltawa.
Durch das Dorf verläuft die Territorialstraße T–17–25.
Am 12. Juni 2020 wurde das Dorf ein Teil der Stadtgemeinde Hadjatsch, bis dahin bildete es zusammen mit den Dörfern Donziwschtschyna (Донцівщина), Kyjiwske (Київське), Mali Budyschtscha (Малі Будища), Sarantschowa Dolyna (Саранчова Долина) und Tscherwonyj Kut (Червоний Кут) die gleichnamige Landratsgemeinde Sary (Сарівська сільська рада/Sariwska silska rada) im südlichen Zentrum des Rajons Hadjatsch.
Am 17. Juli 2020 kam es im Zuge einer großen Rajonsreform zum Anschluss des Rajonsgebietes an den Rajon Myrhorod.

## Söhne und Töchter der Ortschaft
- Amwrossij Metlynskyj (1814–1870); ukrainischer Dichter, Folklorist, Ethnograph, Hochschullehrer und Verleger
- In dem der Gemeinde zugehörigen Dorf Mali Budyschtscha kam der ukrainische Dichter und Übersetzer Petro Drahomanow zur Welt